# 33269 Broccoli
33269 Broccoli este o planetă minoră (asteroid) din centura de asteroizi. A fost descoperită pe 21 aprilie 1998 la Experimental Test Site⁠(d) de Lincoln Near-Earth Asteroid Research. 
Obiectul prezintă o orbită caracterizată de o semiaxă mare de 2,2160975 UAi, o excentricitate de 0,08, o înclinație de 3,5115 ° în raport cu ecliptica.